# 平島 (神奈川県)
平島（ひらしま）は、神奈川県茅ヶ崎市沖の相模湾にある岩礁群である。

## 概要
茅ヶ崎漁港沖合約400mほどに大小の岩礁が分布しており、一部の岩礁は漁港の堤防の台座となっている。この堤防はもともとは陸と接続していない独立したものであったが、2001年に茅ヶ崎漁港の陸側の堤防と接続された。
平島は、沖合の姥島（烏帽子岩）と共に磯釣りの名所として知られており、釣り客は漁船で渡航する。堤防が陸と接続されて以降は、堤防およびそれに隣接している岩礁は上陸禁止となっており、堤防から離れたいくつかの岩礁のみに渡航が許可されている。